# TAK
TAK (z podtytułem „gazeta dla wybranych”) – początkowo dwutygodnik, potem tygodnik społeczno-polityczny, ukazujący się w latach 1991–1992. Wychodził od jesieni 1991, do numeru 8 (3/1992) datowanego 11 lutego – 1 marca 1992 w cyklu dwutygodniowym w nakładzie 40 tys. egz. w formacie tabloid (29×39 cm, 8 stron), od numeru następnego z 2 marca 1992 jako tygodnik w powiększonym formacie. Wydawcą pisma była spółka „Reakcja” z Katowic.
Jako pierwsza gazeta w Polsce opublikowała tzw. Listę Macierewicza. Zajmowała się m.in. aferą FOZZ i tajemniczą śmiercią prezesa Najwyższej Izby Kontroli, Waleriana Pańko, publikując wywiad z jego żoną, Urszulą.
W gronie autorów znajdowali się m.in. Bogdan Rymanowski, prof. Jerzy Przystawa, dr Wojciech Błasiak oraz Romuald Lazarowicz. Redaktorem naczelnym był Henryk Wypych.